# Památník Mustafy Kemala Atatürka v Antalyi
Památník Mustafy Kemala Atatürka v Antalyi je monument v jihozápadním Turecku. Byl vybudován k 70. letému výročí úmrtí tureckého vůdce. Nachází se na okraji vyhlídkové terasy nad městem. Jeho součástí je největší plastika hlavy v Turecku.

## Popis díla
Reliéfní plastika ze železobetonové skořepiny navazuje na skálu vyhlídkové plošiny městského parku antalyjské čtvrti Kepez. Socha si vyžádala 10 tun železné armatury, 10 tun cementu a 40 tun písku. Při šířce 25 metrů a výšce 35 metrů navazuje na stejně vysokou a 44 metrů širokou stěnu, po níž se přelévá umělý vodopád. Zdrojem vody jsou pracovní nádrže vodní elektrárny Kepez, které se nacházejí v sousedství parku. U úpatí Atatürkovy hlavy se nalézá jeho citát „Nepochybně je Antalya nejkrásnějším místem na světě“ a pod citátem je umístěn jeho podpis. Úhlopříčně k těmto nápisům, tedy vpravo nahoře celého celku se nalézá nápis „Vítejte, pod ním aktuální jméno starosty městské části Kepez a na spodním řádku Starosta městské části Kepez “.
Terasa poskytuje vyhlášenou vyhlídku na historickou čtvrť Antalye, v blízkosti se nachází zoologická zahrada. Monument, v noci nasvícený, je nepřehlédnutelný při příjezdu do města po hlavní magistrále. Zastávka u silničního tahu pod památníkem je častým místem zastávek turistických autokarů.

## Historie

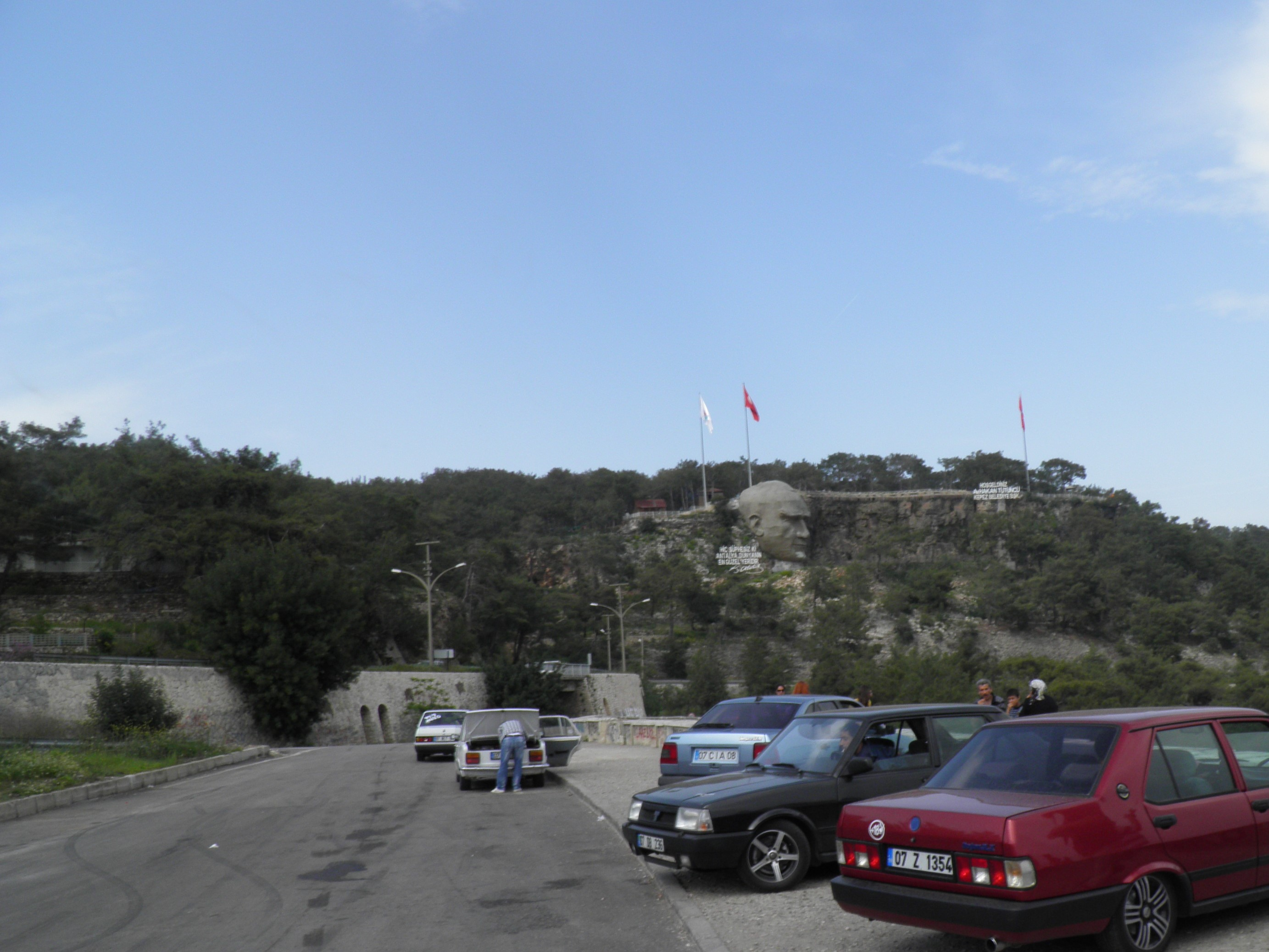
Pomník ze silniční vyhlídky

Iniciátorem výstavby byl magistrát městské části Kepez. Tato čtvrť se stala součástí Velké Antalye v roce 1993 a stala se její nejlidnatější a nejrozlehlejší částí. Vytvoření vlastního magistrátu v roce 2008 se krylo s termínem dostavby památníku, který byl určen k výročí 70. let od úmrtí Mustafy Kemala Atatürka.
10. listopadu 2008 byla odhalena železobetonová hlava vůdce s nánosem zlaté barvy, spuštěn umělý vodopád a vytaženy vlajky Turecka, Antalye a Kepezu. Následně se po ulicích Kepezu rozjel alegorický vůz s fotografiemi ikonického vůdce, který během týdne projel všemi ulicemi čtvrti.
V zimě 2019 se uvolnil beton od armatury v ploše kolem 2 m2 nad pravým uchem, viditelné trhliny vznikly i u nosu a nad obočím. Pozlacená plocha se vlivem počasí začínala měnit ve strakatou. Na základě stížností obyvatel bylo vyhlášeno výběrové řízení na opravu a určen termín opravy na čtyři měsíce. Vzhledem k prestižnímu významu památníku pro obec Kepez byl stanovený termín opravy dodržen.
Levý dolní nápis časem neztrácí na své aktuálnosti, pravá horní část pomníku se však periodicky mění v závislosti na výsledku komunálních voleb. Údržba pomníku je prestižní povinností magistrátu městské čtvrti Kepez, aktualizace skladby obřích písmen pak radostnou činností v případě vítězství nového kandidáta.